# مسابقات غیر رسمی فوتبال جهان
مسابقات غیر رسمی فوتبال جهان (یواف‌وی‌سی) روشی غیررسمی برای محاسبه بهترین تیم بین‌المللی فوتبال در جهان است که از سیستم عنوان حذفی مشابه آنچه در بوکس حرفه‌ای استفاده می‌شود استفاده می‌کند. یواف‌وی‌سی توسط همکاران بنیاد آماری سند. ورزش. فوتبال. (آراس‌اس‌اس‌اف) در سال ۲۰۰۲ رسمیت یافت و توسط روزنامه نگار انگلیسی پل براون در سال ۲۰۰۳ در مقاله فورفورتو منتشر شد. براون یک صفحه وب برای یواف‌وی‌سی ایجاد کرد و به همراه آراس‌اس‌اس‌اف پیشرفت مسابقات را دنبال می‌کنند.
این عنوان در حال حاضر در اختیار الجزایر است که در ۱۷ نوامبر ۲۰۲۴ آن را از لیبریا به دست آورد.

## پیش زمینه
این ایده در اصل از سوی برخی از طرفداران اسکاتلند و بخش‌هایی از رسانه‌ها سرچشمه می‌گیرد که به شوخی ادعا می‌کردند که چون انگلیس (که جام جهانی ۱۹۶۶ را برده بود) را در مسابقات قهرمانی خانگی بریتانیا در ۱۵ آوریل ۱۹۶۷ شکست دادند (اولین باخت انگلیس پس از قهرمانی در جام جهانی فوتبال)،  آنها "قهرمان غیر رسمی جهان" بودند.
در سال ۲۰۰۲، آماردانان فوتبال، جیمز آلنات، پل کرانکشاو، جوستین نیگارد و روبرتو دی ماجیو قوانین یواف‌وی‌سی را تعریف کردند، نسب آن را ردیابی کردند و آن را در وبسایت بنیاد آماری سند. ورزش. فوتبال. منتشر کردند. سال بعد، روزنامه‌نگار آزاد پل براون مقاله‌ای در مورد یواف‌وی‌سی در مجله فوتبال فورفورتو نوشت. در سال ۲۰۱۱، براون کتابی در این زمینه نوشت. براون همچنین وبسایت مسابقات را ایجاد کرد که پیشرفت آن را دنبال می‌کند.
یواف‌وی‌سی توسط فیفا تحریم نشده است و هیچ گونه حمایت رسمی نیز ندارد.

## قوانین
- اولین تیمی که در یک مسابقه بین‌المللی فوتبال پیروز شد، برای اولین بار قهرمان غیر رسمی فوتبال جهان شد.
  - این انگلیس بود که در سال ۱۸۷۳ اسکاتلند را ۴–۲ در دومین مسابقه بین‌المللی شکست داد، اولین بازی در سال ۱۸۷۲ بود که تساوی ۰–۰ بین همان دو کشور را به همراه داشت.[۹]
- برنده مسابقه بین‌المللی بعدی که شامل دارنده عنوان می‌شود، برنده بعدی عنوان در نظر گرفته می‌شود.[نکته ۱]
  - در صورت مساوی شدن مسابقه، دارندگان فعلی عنوان قهرمان باقی می‌مانند.
- مسابقات عنوان یواف‌وی‌سی بر اساس نتیجه نهایی آنها، از جمله وقت اضافه و ضربات پنالتی تعیین می‌شود.[نکته ۲]
- مسابقات عنوان بر اساس قوانین هیئت حاکمه‌ای که توسط آن فرماندهی می‌شوند، رقابت می‌شود.

## رتبه‌بندی
| رتبه | تیم                 | مسابقات یواف‌وی‌سی انجام‌شده | تعداد پیروزی | آخرین عنوان     |
| ---- | ------------------- | ------------------------- | ------------ | --------------- |
| ۱    | اسکاتلند            | ۱۴۹                       | ۸۶           | ۲۸ مارس ۲۰۰۷    |
| ۲    | انگلستان            | ۱۴۶                       | ۷۳           | ۲۰ ژوئن ۲۰۰۰    |
| ۳    | آرژانتین            | ۱۱۶                       | ۷۲           | ۱۶ نوامبر ۲۰۲۳  |
| ۴    | هلند                | ۹۶                        | ۵۸           | ۷ سپتامبر ۲۰۲۰  |
| ۵    | ایتالیا             | ۷۹                        | ۴۵           | ۶ اکتبر ۲۰۲۱    |
| ۶    | روسیه               | ۶۴                        | ۴۱           | ۲۳ فوریه ۲۰۰۰   |
| ۷    | برزیل               | ۷۲                        | ۳۸           | ۱۷ ژوئن ۲۰۱۵    |
| ۸    | فرانسه              | ۶۷                        | ۳۳           | ۳ ژوئن ۲۰۲۲     |
| ۹    | آلمان               | ۶۹                        | ۳۱           | ۶ سپتامبر ۲۰۱۹  |
| ۱۰   | سوئد                | ۴۶                        | ۲۸           | ۶ فوریه ۲۰۱۳    |
| ۱۰   | اروگوئه             | ۶۸                        | ۲۸           | ۲۶ مارس ۲۰۲۴    |
| ۱۲   | شیلی                | ۴۹                        | ۲۱           | ۲۳ مارس ۲۰۱۷    |
| ۱۳   | اسپانیا             | ۳۴                        | ۱۸           | ۱۰ اکتبر ۲۰۲۱   |
| ۱۴   | مجارستان            | ۴۷                        | ۱۷           | ۱۰ سپتامبر ۲۰۰۸ |
| ۱۵   | چک                  | ۳۸                        | ۱۵           | ۳۱ مارس ۲۰۰۴    |
| ۱۶   | پرو                 | ۴۲                        | ۱۴           | ۱۶ ژوئن ۲۰۱۸    |
| ۱۷   | اتریش               | ۳۸                        | ۱۲           | ۱۶ ژوئن ۱۹۶۸    |
| ۱۷   | ولز                 | ۷۰                        | ۱۲           | ۱۴ سپتامبر ۱۹۸۸ |
| ۱۹   | کرواسی              | ۲۲                        | ۱۱           | ۱۳ دسامبر ۲۰۲۲  |
| ۱۹   | یونان               | ۲۴                        | ۱۱           | ۲۴ مه ۲۰۰۸      |
| ۱۹   | ژاپن                | ۲۴                        | ۱۱           | ۱۵ نوامبر ۲۰۱۱  |
| ۲۲   | کرهٔ شمالی           | ۱۶                        | ۱۰           | ۲۳ ژانویه ۲۰۱۳  |
| ۲۲   | سوئیس               | ۳۵                        | ۱۰           | ۲۶ ژوئن ۱۹۹۴    |
| ۲۴   | کلمبیا              | ۳۲                        | ۹            | ۲۶ ژوئن ۲۰۱۵    |
| ۲۵   | بولیوی              | ۲۰                        | ۸            | ۳۱ اوت ۲۰۱۷     |
| ۲۵   | کاستاریکا           | ۱۳                        | ۸            | ۵ ژوئیه ۲۰۱۴    |
| ۲۵   | پاراگوئه            | ۳۲                        | ۸            | ۶ سپتامبر ۲۰۱۶  |
| ۲۵   | رومانی              | ۲۵                        | ۸            | ۲۳ مه ۲۰۰۶      |
| ۲۹   | آنگولا              | ۱۰                        | ۷            | ۲۷ مارس ۲۰۰۵    |
| ۲۹   | زیمبابوه            | ۱۱                        | ۷            | ۸ اکتبر ۲۰۰۵    |
| ۳۱   | بلغارستان           | ۲۲                        | ۶            | ۴ سپتامبر ۱۹۸۵  |
| ۳۱   | دانمارک             | ۲۵                        | ۶            | ۱۰ ژوئن ۲۰۲۲    |
| ۳۳   | بلژیک               | ۲۰                        | ۵            | ۱۷ ژانویه ۱۹۹۰  |
| ۳۳   | ساحل عاج            | ۹                         | ۵            | ۱۵ اکتبر ۲۰۲۴   |
| ۳۳   | ایرلند شمالی        | ۶۴                        | ۵            | ۱۴ اکتبر ۱۹۳۳   |
| ۳۳   | صربستان             | ۱۸                        | ۵            | ۳۱ مه ۱۹۹۵      |
| ۳۷   | نیجریه              | ۷                         | ۴            | ۱۶ نوامبر ۲۰۰۵  |
| ۳۷   | لهستان              | ۲۱                        | ۴            | ۷ مه ۱۹۸۹       |
| ۳۹   | مکزیک               | ۱۸                        | ۳            | ۱۸ ژوئن ۲۰۱۶    |
| ۳۹   | جمهوری ایرلند       | ۹                         | ۳            | ۲۹ مه ۲۰۰۴      |
| ۴۱   | اکوادور             | ۱۶                        | ۲            | ۲۲ اوت ۱۹۶۵     |
| ۴۱   | گرجستان             | ۴                         | ۲            | ۲۴ مارس ۲۰۰۷    |
| ۴۱   | لیبریا              | ۴                         | ۲            | ۱۷ نوامبر ۲۰۲۴  |
| ۴۱   | پرتغال              | ۲۲                        | ۲            | ۴ ژوئن ۱۹۹۲     |
| ۴۱   | ایالات متحده آمریکا | ۷                         | ۲            | ۱۴ ژوئن ۱۹۹۲    |
| ۴۶   | استرالیا            | ۷                         | ۱            | ۱۸ ژوئن ۱۹۹۲    |
| ۴۶   | کوراسائو            | ۴                         | ۱            | ۲۸ مارس ۱۹۶۳    |
| ۴۶   | اسرائیل             | ۷                         | ۱            | ۲۶ آوریل ۲۰۰۰   |
| ۴۶   | سیرالئون            | ۴                         | ۱            | ۲۷ اکتبر ۲۰۲۴   |
| ۴۶   | کرهٔ جنوبی           | ۶                         | ۱            | ۴ فوریه ۱۹۹۵    |
| ۴۶   | ترکیه               | ۸                         | ۱            | ۱۷ اکتبر ۲۰۰۷   |
| ۴۶   | ونزوئلا             | ۶                         | ۱            | ۱۸ اکتبر ۲۰۰۶   |
| ۴۶   | الجزایر             | ۴                         | ۱            | قهرمان فعلی     |

## نکات
1. ↑  مسابقه باید توسط فیفا به رسمیت شناخته شود.
2. ↑  تنها موری که می‌توان برای این قانون استثنا قائل شد این است که مسابقه در یک پلی آف رفت و برگشتی باشد. زیرا در آن صورت، بازی با توجه به نتایج بازی رفت و برگشت به وقت اضافه یا ضربات پنالتی می‌رود، نه صرفا بازی آخر. در این صورت، قصد از استفاده از ضربات پنالتی یا وقت اضافه این است که برنده مجموع بازی‌های پلی آف مشخص شود، نه برنده بازی.
3. ↑  نتایج روسیه شامل نتایج شوروی تا قبل از سال ۱۹۹۲ نیز می‌شود.
4. ↑  نتایج آلمان شامل نتایج آلمان غربی بین سال‌های ۱۹۴۹–۱۹۹۰ نیز می‌شود.
5. ↑  نتایج جمهوری چک شامل نتایج چکسلواکی تا قبل از سال ۱۹۹۴ نیز می‌شود.
6. ↑  نتایج ایرلند شمالی شامل نتایج ایرلند تا قبل از سال ۱۹۵۳ نیز می‌شود.
7. ↑  نتایج صربستان شامل نتایج یوگسلاوی تا قبل از سال ۱۹۹۲ و صربستان و مونته‌نگرو بین سال‌های ۱۹۹۲–۲۰۰۶ نیز می‌شود.
8. ↑  نتایج کوراسائو شامل نتایج آنتیل هلند تا قبل از سال ۲۰۱۱ نیز می‌شود.